# Murder on the Yukon
Murder on the Yukon è un film statunitense del 1940, diretto da Louis J. Gasnier. 

## Trama
Il cercatore d’oro Jim Smithers si reca al locale trading post sul fiume Yukon per vendere le proprie pepite, e viene pagato con denaro falso. Il gestore dell’attività commerciale, George Weathers, infatti, è a capo di una banda di falsari, all’insaputa della sua socia Joan Manning.
Quando Weathers apprende che Jim è in procinto di lasciare la località per trasferirsi a Montréal teme che la propria attività illecita possa venir più facilmente scoperta nella grande città, quindi manda uno dei suoi complici ad uccidere il cercatore d’oro e a sottrargli il denaro falso.
Il sergente Renfrew, della Regia polizia a cavallo canadese, e l’agente Kelly si imbattono nel cadavere di Jim, e notano che è stato derubato. Essi approfondiscono le indagini andando a perquisire la baita che Jim condivideva col fratello Bill: la stessa idea viene ai falsari, che intendono distruggere le eventuali altre banconote stoccate da Jim, in modo da eliminare ogni prova. Ne nasce una colluttazione, senza che si possa giungere ad un avanzamento significativo delle indagini.
Tempo dopo Bill viene trovato morto. In un biglietto rinvenuto accanto al cadavere Bill confessa il proprio suicidio ed afferma di avere ucciso il fratello, col quale esistevano elementi di disaccordo, e di aver bruciato, in preda al pentimento, il denaro di Jim, di cui voleva impadronirsi.
Renfrew e Kelly, anche in base a considerazioni balistiche, si convincono che Bill non si è tolto la vita, ma è stato ucciso, e cominciano ad approfondire la pista di eventuali falsari ed assassini.
Dopo diversi avventurosi accadimenti, i due rappresentanti della giustizia, con l’aiuto di Joan, riescono a sgominare la banda.